# 黄石市
黄石市（こうせき/フアンシー-し、拼音: Huángshí）は中華人民共和国湖北省にある地級市。武漢の南東約80kmの場所に位置しており、総人口は約244万人・都市的地域人口は約118万人（2021年）。

## 地理
湖北省の南東部に位置し、黄岡市、鄂州市、武漢市、咸寧市、江西省に接する。長江の南岸に位置する。

## 歴史
黄石の前身は967年（乾徳5年）、南唐により大冶県が設置したことに始まり、その後中華民国時代まで踏襲された。
1950年8月30日に黄石市と改編され現在に至る。

## 行政区画
4市轄区・1県級市・1県を管轄下に置く。
- 市轄区：
  - 下陸区・黄石港区・西塞山区・鉄山区
- 県級市：
  - 大冶市
- 県：
  - 陽新県

| 黄石市の地図                                                      |
| ----------------------------------------------------------------- |
| 1 2 3 4 陽新県 大冶市 1. 黄石港区 2. 西塞山区 3. 下陸区 4. 鉄山区 |

### 年表
この節の出典

#### 大冶専区
- 1949年10月1日 - 中華人民共和国湖北省大冶専区が成立。大冶県・陽新県・崇陽県・通山県・咸寧県・武昌県・鄂城県・通城県・黄石特区が発足。(8県1特区)
- 1950年8月30日 - 黄石特区が市制施行し、地級市の黄石市に昇格。(8県)
- 1951年7月19日 - 沔陽専区蒲圻県・嘉魚県を編入。(10県)
- 1951年7月 - 武昌県の一部が分立し、武漢市青山区となる。(10県)
- 1952年1月7日
  - 武昌県・咸寧県・通城県・通山県・崇陽県・蒲圻県・嘉魚県が孝感専区に編入。
  - 大冶県・陽新県・鄂城県が黄岡専区に編入。

#### 黄石市
- 1950年8月30日 - 大冶専区黄石特区が地級市の黄石市に昇格。(1市)
- 1959年2月24日 - 黄岡専区大冶県を編入。(1市1県)
- 1960年4月29日 - 大冶県が黄石市に編入。(1市)
- 1962年6月1日 - 黄石市の一部が分立し、大冶県が発足。(1市1県)
- 1972年1月10日 - 黄石港区・勝陽港区・石灰窯区・黄思湾区・陳家湾区・鉄山区を設置。(6区1県)
- 1979年4月7日 (4区1県)
  - 勝陽港区が黄石港区に編入。
  - 黄思湾区・陳家湾区が石灰窯区に編入。
  - 大冶県の一部が分立し、下陸区が発足。
- 1983年8月19日 - 黄岡地区鄂城県の一部が黄石港区に編入。(4区1県)
- 1987年8月10日 - 黄石港区の一部が鄂州市鄂城区に編入。(4区1県)
- 1994年2月18日 - 大冶県が市制施行し、大冶市となる。(4区1市)
- 1996年12月2日 - 咸寧地区陽新県を編入。(4区1市1県)
- 2001年10月12日 - 石灰窯区が西塞山区に改称。(4区1市1県)

## 交通
鉄道
- 武九線（武漢市 - 江西省九江市）

道路
- 武黄高速道路（中国語版）

## 健康・医療・衛生
- 鄂東医療集団黄石市中心医院
- 鄂東医療集団黄石市中医医院